# Instituto Antártico do Canadá
O Instituto Antártico do Canadá é uma organização sem fins lucrativos Canadense  fundada pelo ex-pesquisador da Antártica Austin Mardon, em 1985. o Seu objetivo inicial era  pressionar governo federal do Canadá a aumentar a extensão da pesquisa canadense na Antártida. Hoje seus interesses também incluem o apoio a "pesquisa acadêmica e a escrita acadêmica." O instituto também forneceu bolsas de pesquisa para alguns livros publicados pela Golden Meteorite Press, uma editora também dirigida por Austin Mardon. Estes livros incluem "A Description of the Western Isles of Scotland" (2010) . e "Dark Age Avengers" (2010).

## História
O Instituto foi fundado em 1985 por Austin Mardon em Lethbridge, Alberta. É hoje operado pela Austin Mardon em Edmonton, Alberta. Desde a sua fundação original, o Instituto ampliou seu escopo para incluir uma variedade de outros temas, como história, geografia política canadense, entre outros.